# Renán López
Renán López Echeverría (ur. 31 października 1939, zm. 10 marca 2023) – piłkarz boliwijski, napastnik.
Urodzony w Cochabamba López w 1958 roku razem z klubem Club Jorge Wilstermann zdobył swój pierwszy tytuł mistrza Boliwii.
Jako gracz klubu Jorge Wilstermann wziął udział w turnieju Copa América 1959, gdzie Boliwia zajęła ostatnie, siódme miejsce. López zagrał we wszystkich 6 meczach - z Urugwajem, Argentyną (zmienił go Víctor Ugarte), Paragwajem, Brazylią, Chile i Peru (zmienił go Freddy Valda).
Razem z klubem Jorge Wilstermann w 1959 roku López zdobył drugi tytuł mistrza Boliwii, a jednocześnie jako zdobywca 25 bramek został królem strzelców ligi boliwijskiej. Dzięki mistrzostwu López i jego drużyna wzięli udział w turnieju Copa Libertadores 1960 – pierwszej w dziejach edycji Pucharu Wyzwolicieli. Zespół Lópeza odpadł już w pierwszej rundzie, gdzie jednak trafił na niezwykle mocnego rywala – urugwajski klub CA Peñarol, który okazał się później ostatecznym triumfatorem turnieju.
W 1960 roku było trzecie z rzędu mistrzostwo Boliwii, dzięki czemu rok później López wraz z klubem Jorge Wilstermann wziął udział w turnieju Copa Libertadores 1961, gdzie jego zespół odpadł w ćwierćfinale w starciu z kolumbijską drużyną Independiente Santa Fe. Bilans dwumeczu był remisowy, a rywale awansowali po losowaniu. López w pierwszym meczu, áwygranym przez Jorge Wilstermann 3:2, zdobył dla swego klubu 2 bramki.
Jako piłkarz Chaco Petrolero La Paz wziął udział w turnieju Copa América 1963, gdzie Boliwia zdobyła tytuł mistrza Ameryki Południowej. López zagrał w 3 meczach – z Ekwadorem (zdobył bramkę – później zmieniony przez Abdúla Aramayo), Kolumbią i Paragwajem (zastąpił na boisku Víctora Ugarte).
Razem z klubem Jorge Wilstermann López wziął udział w turnieju Copa Libertadores 1966, gdzie Jorge Wilstermann zajął w grupie trzecie miejsce, dając się wyprzedzić jedynie przez dwie urugwajskie potęgi – CA Peñarol i Club Nacional de Football. López zdobył w turnieju 4 bramki.
Jako piłkarz Jorge Wilstermann wziął udział w turnieju Copa América 1967, gdzie Boliwia zajęła ostatnie, 6. miejsce. López zagrał w 3 meczach - z Urugwajem, Argentyną i Paragwajem.
Następnie z klubem Jorge Wilstermann López wziął udział w turnieju Copa Libertadores 1968, gdzie Jorge Wilstermann zajął w grupie trzecie miejsce za dwójką klubów peruwiańskich – Universitario Lima i Club Sporting Cristal. López zdobył w turnieju 3 bramki.